# Nada
Nada (narozena jako Nada Malanima 17. listopadu 1953 v Gabbro v provincii Livorno) je italská zpěvačka. Byla taktéž přezdívaná Il pulcino di Gabbro (Krasavice z Gabro).

## Kariéra

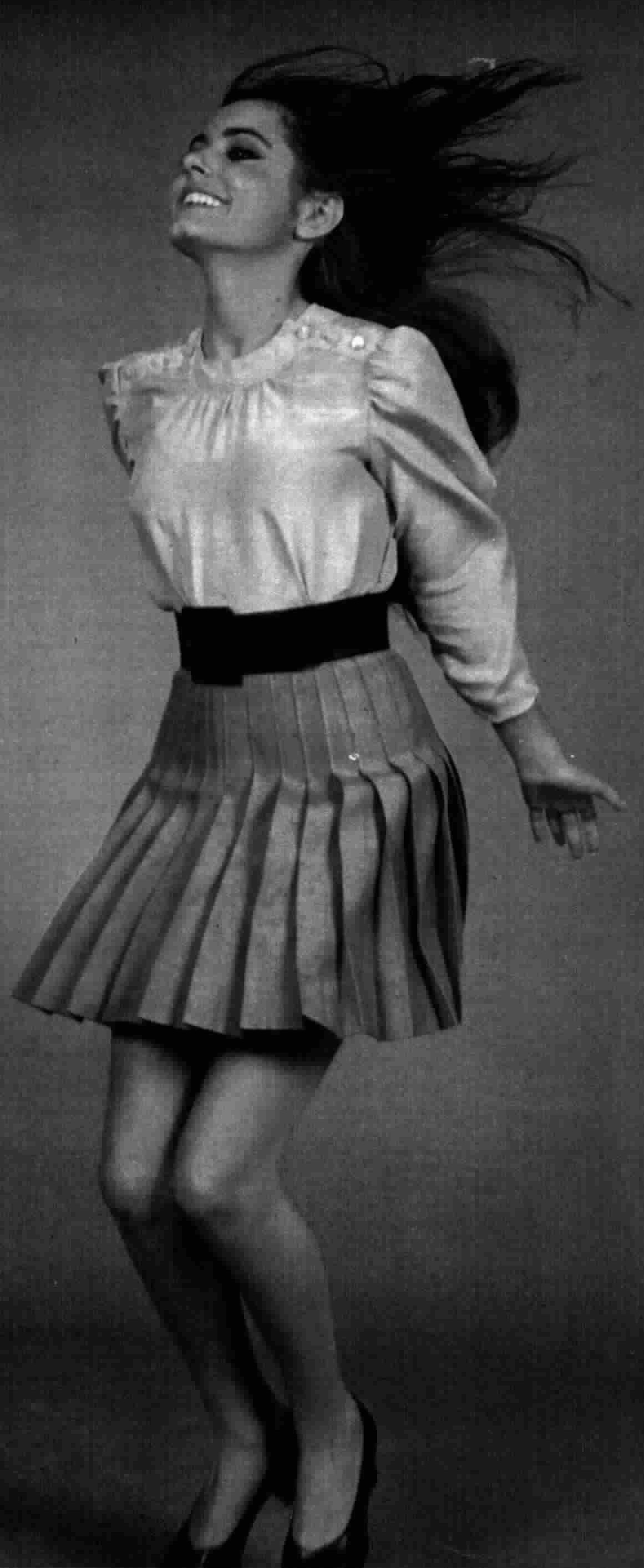
Nada v roce 1972

Nada prorazila ve svých patnácti letech v roce 1969 na hudebním festivalu Sanremo s písní Ma che fa freddo, která měla značný úspěch i ve španělské verzi Hace frio ya. Následující rok se zúčastnila festivalu znovu s písní Pa' diglielo ma' spolu se zpěvákem Ronem. 
V roce 1971 hudební festival Sanremo vyhrála s písní Il cuore e uno zingaro, spolu s Nicolou Di Bari, čímž si zajistila mezinárodní pozornost. V Sanremu pak znovu vystoupila následující rok a získala třetí místo s písní Il re di denari. Později se vrátila do Sanrema až v roce 1987 (Bolero), v roce 1999 (Guardami negli occhi) a v roce 2007 (Luna in piena).
V roce 1983 byla zvolena zpěvákem roku s jejím letním hitem Amore disperato. Roku 1998 prorazila italská kapela Super B s coverem Nadiny Amore Disperato.
Její album z roku 2004 Tutto l'amore che mi manca (produkoval John Parish, bývalý producent PJ Harvey) bylo oceněno jako nejlepší nezávislé album roku v Itálii. Album také obsahuje duet s Howe Gelb.
Také následující studiové album Luna in piena vyhrálo cenu pro nejlepší nezávislé album v roce 2007.
21. června 2009 se Nada podílela na koncertě Amiche per l 'Abruzzo v San Siro v Miláně, přehlídce všech ženských italských hvězd, organizované Laurou Pausini s cílem získat peníze na pomoc městu L'Aquila, zpustošeném zemětřesením z předchozího roku.
Nada pro tuto příležitost vytvořila speciální hudební projekt skládající se zpěvaček Rei Marina, Paola Turci a Carmen Consoli, které společně vystoupily s Nadiným debutem Ma che freddo fa.
V roce 2011 vydala další studiové album Vamp.

## Diskografie

### Studiová alba
- 1969 - Nada
- 1970 - Io l'ho fatto per amore
- 1973 - Ho scoperto che esisto anch'
- 1974 - 1930: Il domatore delle scimmie
- 1976 - Nada
- 1983 - Smalto
- 1984 - Noi non cresceremo mai
- 1986 - Baci Rossi
- 1992 - L'anime nere
- 1999 - Dove sei sei
- 2001 - L ' amore è fortissimo e il corpo ne
- 2004 - Tutto l ' amore che mi manca
- 2007 - Luna V Piena #54 ITA
- 2011 - Vamp #70 ITA
- 2014 - Occupo poco spazio
- 2016 - L ' amore devi seguirlo

### Živé nahrávky
- 1998 - Nada Trio
- 2005 - L'Apertura (Nada & Massimo Zamboni)
- 2005 - CD Live Brescia ("Mucchio Selvaggio Extra" doplněk)
- 2008 - Live Stazione Birra #60 ITA

### Kompilace
- 1994 - Malanima: Successi e Inediti 1969-1994
- 2006 - Le Mie Canzoncine 1999-2006

### Singly
- 1969 - Les bicyclettes de Belsize
- 1969 - Ma che freddo fa #1 ITA
- 1969 - Biancaneve #23 ZDP
- 1969 - Che fa male la gelosia #6 ZDP
- 1969 - L'anello #11 ITA
- 1970 - Pà diglielo to ma #10 ZDP
- 1970 - Bugia #52 ZDP
- 1970 - Io l'ho fatto per amore #47 ITA
- 1971 - Il cuore e uno zingaro #1 ITA
- 1972 - Re di denari #2 ITA
- 1972 - Una chitarra e un'armonica #24 ZDP
- 1973 - Brividi d ' amore #27 ITA
- 1978 - Pasticcio universale #37 ZDP
- 1981 - restaurace dimmi che mi ami che mi ami che tu ami che tu ami sólo mě #15 ZDP
- 1982 - Ti stringerò #17 ZDP
- 1983 - Amore disperato #1 ITA
- 1984 - Balliamo ancora un po' #35 ZDP
- 1987 - Bolero
- 1992 - Guarda quante stelle
- 1999 - Guardami negli occhi
- 1999 - Inganno
- 2004 - Senza un perchè
- 2004 - Piangere o ne
- 2006 - Scalza
- 2007 - Luna v piena #76 ZDP
- 2007 - Pioggia d ' estate
- 2008 - Stretta
- 2008 - Novembre
- 2011 - Il comandante perfetto
- 2011 - La canzone per dormire
- 2011 - Stagioni
- 2015 - Non sputarmi v faccia
- 2015 - La bestia

### Knihy
- 2003 - Le mie madri
- 2008 - Il mio cuore umano
- 2012 - La grande casa